# Група на Гунар Грапс
Групата на Гунар Грапс (на естонски: Gunnar Grapsi Grupp; на руски: Группа Гуннара Грапса), съкратено „ГГГ“ (GGG), е естонска и съветска рок група, основана под името „Магнетик бенд“.

## История
Групата е основана през 1977 г. Първоначално свирят джаз рок. През 1978 г. „Мелодия“ издава 2 техни песни на малка грамофонна плоча. През 1980 г. „Магнетик бенд“ печелят фестивала „Пролетни ритми“ в Тбилиси с песента „Трубадур на магистрали“, поделяйки си първото място с „Машина времени“. През 1981 г. съставът е коренно промемен, а барабанистът Гунар Грапс става вокал. През 1982 издават албум, озаглавен „Roosid Papale“ („Рози за татко“). В него са включени и блус и хардрок песни. През лятото на 1983 г. в групата постъпва китаристът Вячеслав Кобрин и „Магнетик бенд“ се преориентира към хевиметъла.
В края на годината, след концерт в Киев, „Магнетик бенд“ е забранена от съветската власт. През 1984 г. „Магнетик бенд“ се преименува на „Группа Гуннара Грапса“ („ГГГ“). Формацията трупа популярност и гастролира в големите градове в СССР. През 1988 издава албума „Pōlemine“, който остава и единственият ѝ от този период. В края на 1980-те години изнасят концерт в Хасково и София, България.
От 1989 г. групата е в застой, тъй като Грапс емигрира в САЩ. „ГГГ“ се разпадат през 1991 г. През 1997 групата се събира за кратко и изнася няколко концерта.

## Дискография
- Magnetic band – 1978
- Roosid Papale – 1982
- Põlemine – 1988